# Championnat du Turkménistan de football 2001
Navigation
Saison 2000 Saison 2002
La saison 2001 du Championnat du Turkménistan de football est la neuvième édition de la première division au Turkménistan. La compétition rassemble les neuf meilleurs clubs du pays qui sont regroupés au sein d'une poule unique et s'affrontent quatre fois, deux à domicile et deux à l'extérieur. À l'issue du championnat, il n'y a ni promotion, ni relégation.
C'est le club de Nisa Achgabat qui remporte la compétition cette saison après avoir terminé en tête du classement final, avec neuf points d'avance sur le tenant du titre, Köpetdag Achgabat et dix-sept sur Nebitçi Balkanabat. C'est le troisième titre de champion du Turkménistan de l'histoire du club.
Avec l'instauration de la nouvelle formule de la Ligue des champions de l'AFC, qui démarre dès le mois d'août 2002, c'est bien le champion et le vainqueur de la Coupe du Turkménistan lors de cette saison 2001 qui obtiennent les deux places réservées à la fédération turkmène.

## Les clubs participants
| - Köpetdag Achgabat - Nebitçi Balkanabat - Merw Mary - Şagadam Türkmenbaşy - Ahal Akdashayak | - Nisa Achgabat - Jeykhun Türkmenabat - Turan Dashoguz - Galkan Achgabat |

## Compétition
Le barème de points servant à établir le classement se décompose ainsi :
- Victoire : 3 points
- Match nul : 1 point
- Défaite : 0 point

### Classement
| Rang | Équipe                | Pts | J  | G  | N | P  | Bp | Bc | Diff |
| ---- | --------------------- | --- | -- | -- | - | -- | -- | -- | ---- |
| 1    | Nisa Achgabat         | 77  | 32 | 25 | 2 | 5  | 98 | 32 | +66  |
| 2    | Köpetdag Achgabat'T'C | 68  | 32 | 21 | 5 | 6  | 97 | 23 | +74  |
| 3    | Nebitçi Balkanabat    | 60  | 32 | 18 | 6 | 8  | 58 | 37 | +21  |
| 4    | Galkan Achgabat       | 57  | 32 | 17 | 6 | 9  | 41 | 29 | +12  |
| 5    | Şagadam Türkmenbaşy   | 50  | 32 | 14 | 8 | 10 | 39 | 29 | +10  |
| 6    | Merw Mary             | 33  | 32 | 10 | 3 | 19 | 41 | 76 | -35  |
| 7    | Turan Dashoguz        | 32  | 32 | 9  | 5 | 18 | 30 | 55 | -25  |
| 8    | Ahal Akdashayak       | 18  | 32 | 5  | 3 | 24 | 31 | 93 | -62  |
| 9    | Jeykhun Türkmenabat   | 17  | 32 | 5  | 2 | 25 | 24 | 85 | -61  |

|  | Qualification pour la Ligue des champions de l'AFC 2003       |
|  | T : Tenant du titre C : Vainqueur de la Coupe du Turkménistan |

## Bilan de la saison
| Championnat du Turkménistan de football 2001                             |                          |
| Champion                                                                 | Nisa Achgabat (3e titre) |
| Coupes et trophées                                                       |                          |
| Vainqueur de la Coupe du Turkménistan 2001                               | Köpetdag Achgabat        |
| Qualifications continentales                                             |                          |
| Ligue des champions de l'AFC 2003                                        | Nisa Achgabat            |
| Ligue des champions de l'AFC 2003                                        | Köpetdag Achgabat        |
| Promotions et relégations                                                |                          |
| Promus en Yokary Liga                                                    | Aucun                    |
| Relégués en Championnat du Turkménistan de football de deuxième division | Aucun                    |